# Akseli Pelvas
Akseli Pelvas, né le 8 février 1989 à Espoo en Finlande, est un footballeur international finlandais. Il évolue au poste d'avant-centre.

## Biographie

### En club
Né à Espoo en Finlande, Akseli Pelvas est formé par le club local du EsPa avant de poursuivre sa formation au HJK Helsinki.
En janvier 2016, Pelvas rejoint le club suédois du Falkenbergs FF. Le transfert est annoncé le 16 décembre 2015 et il signe un contrat de deux ans.
Le 31 août 2016, Pelvas fait son retour au HJK Helsinki.
Après une saison 2017 à 21 buts toutes compétitions confondues, Pelvas prolonge son contrat avec le HJK de deux saisons supplémentaires en janvier 2018.

### En sélection
Akseli Pelvas honore sa première sélection avec l'équipe nationale de Finlande le 22 janvier 2012, lors d'un match amical contre Trinité-et-Tobago. Il entre en jeu à la place de Joni Kauko et son équipe s'impose par trois buts à deux.
Pelvas marque son premier et unique but pour la Finlande le 11 janvier 2018, lors d'un match amical contre la Jordanie. Il est titularisé et son équipe l'emporte par deux buts à un.

## Palmarès
- HJK Helsinki
  - Vainqueur du Championnat de Finlande en 2009, 2010, 2011, 2012, 2013 et 2017.
  - Vainqueur de la Coupe de Finlande en 2011.

- Seinäjoen Jalkapallokerho
  - Vainqueur du Championnat de Finlande en 2015.
  - Vainqueur du Championnat de Finlande de division 2 en 2013.
  - Vainqueur de la Coupe de la Ligue finlandaise en 2014.

## Statistiques
| Saison | Club                      | Pays          | Championnat         | Coupes nationales | Coupe d'Europe         | Finlande |
| ------ | ------------------------- | ------------- | ------------------- | ----------------- | ---------------------- | -------- |
| 2007   | HJK Helsinki              | Veikkausliiga | 2 matchs            | ?                 | -                      | -        |
| 2008   | HJK Helsinki              | Veikkausliiga | 3 matchs / 2 buts   | ?                 | -                      | -        |
| 2008   | IFK Mariehamn             | Veikkausliiga | 4 matchs            | ?                 | -                      | -        |
| 2009   | HJK Helsinki              | Veikkausliiga | 19 matchs / 5 buts  | ?                 | 2 matchs (C3)          | -        |
| 2010   | HJK Helsinki              | Veikkausliiga | 13 matchs / 2 buts  | ?                 | 5 matchs (C1)          | -        |
| 2011   | HJK Helsinki              | Veikkausliiga | 26 matchs / 16 buts | 6 matchs / 1 but  | 2 matchs (C3)          | -        |
| 2012   | HJK Helsinki              | Veikkausliiga | 22 matchs / 8 buts  | 8 matchs / 2 buts | 3 matchs (2 C1 + 1 C3) | 1 match  |
| 2013   | HJK Helsinki              | Veikkausliiga | 4 matchs            | 5 matchs / 4 buts | -                      | -        |
| 2013   | Kuopion Palloseura        | Veikkausliiga | 4 matchs            | -                 | -                      | -        |
| 2013   | Seinäjoen Jalkapallokerho | Ykkönen       | 13 matchs / 6 buts  | -                 | -                      | -        |
| 2014   | Seinäjoen Jalkapallokerho | Veikkausliiga | 29 matchs / 11 buts | 4 matchs          | -                      | -        |
| 2015   | Seinäjoen Jalkapallokerho | Veikkausliiga | 33 matchs / 14 buts | 5 matchs / 6 buts | 2 matchs (C3)          | -        |

Dernière mise à jour le 25 octobre 2015